# Yudo π1
Yudo π1 – elektryczny samochód osobowy typu crossover klasy subkompaktowej produkowany pod chińską marką Yudo w latach 2018–2023.

## Historia i opis modelu

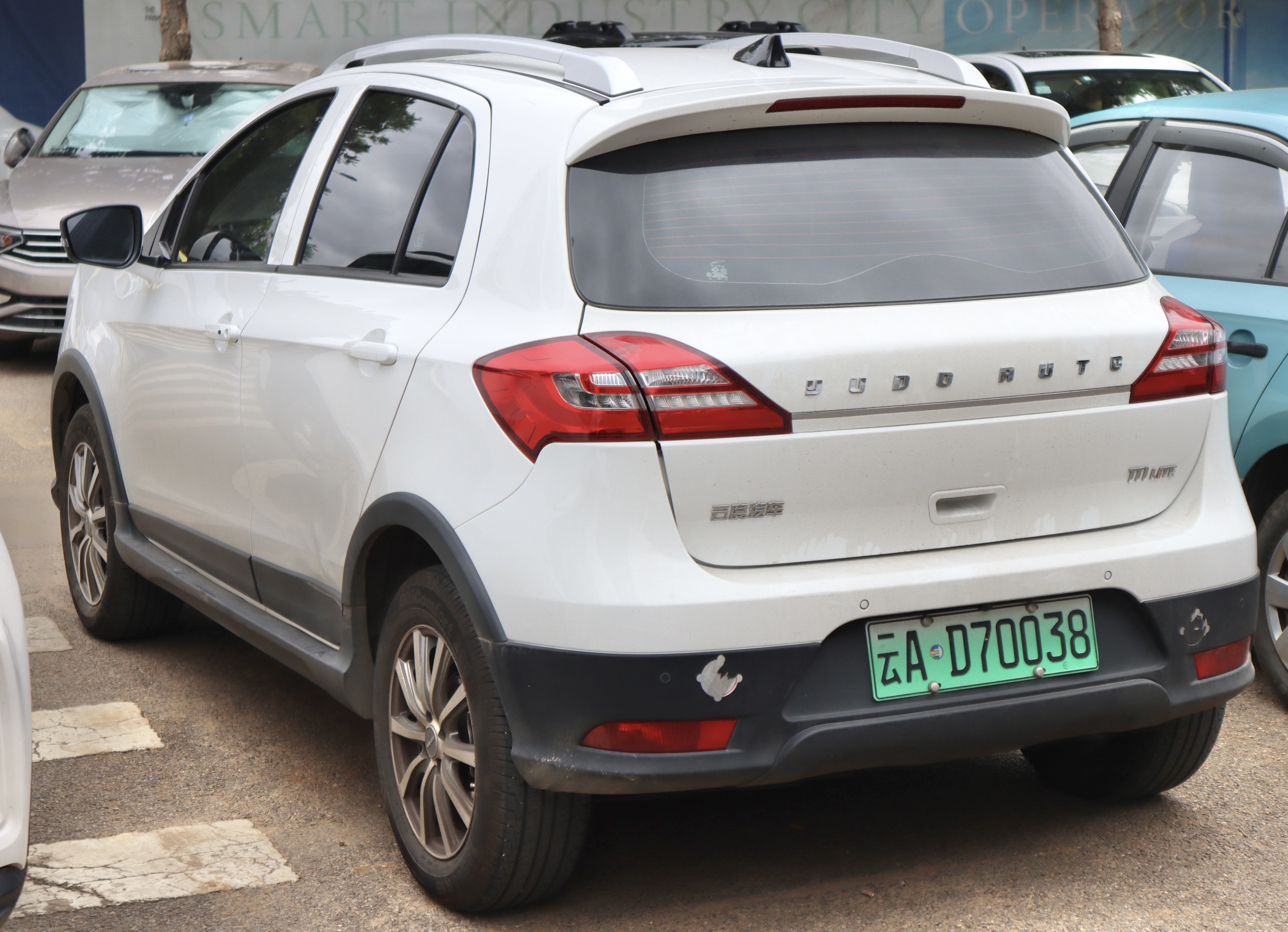
Yudo π1 - tył

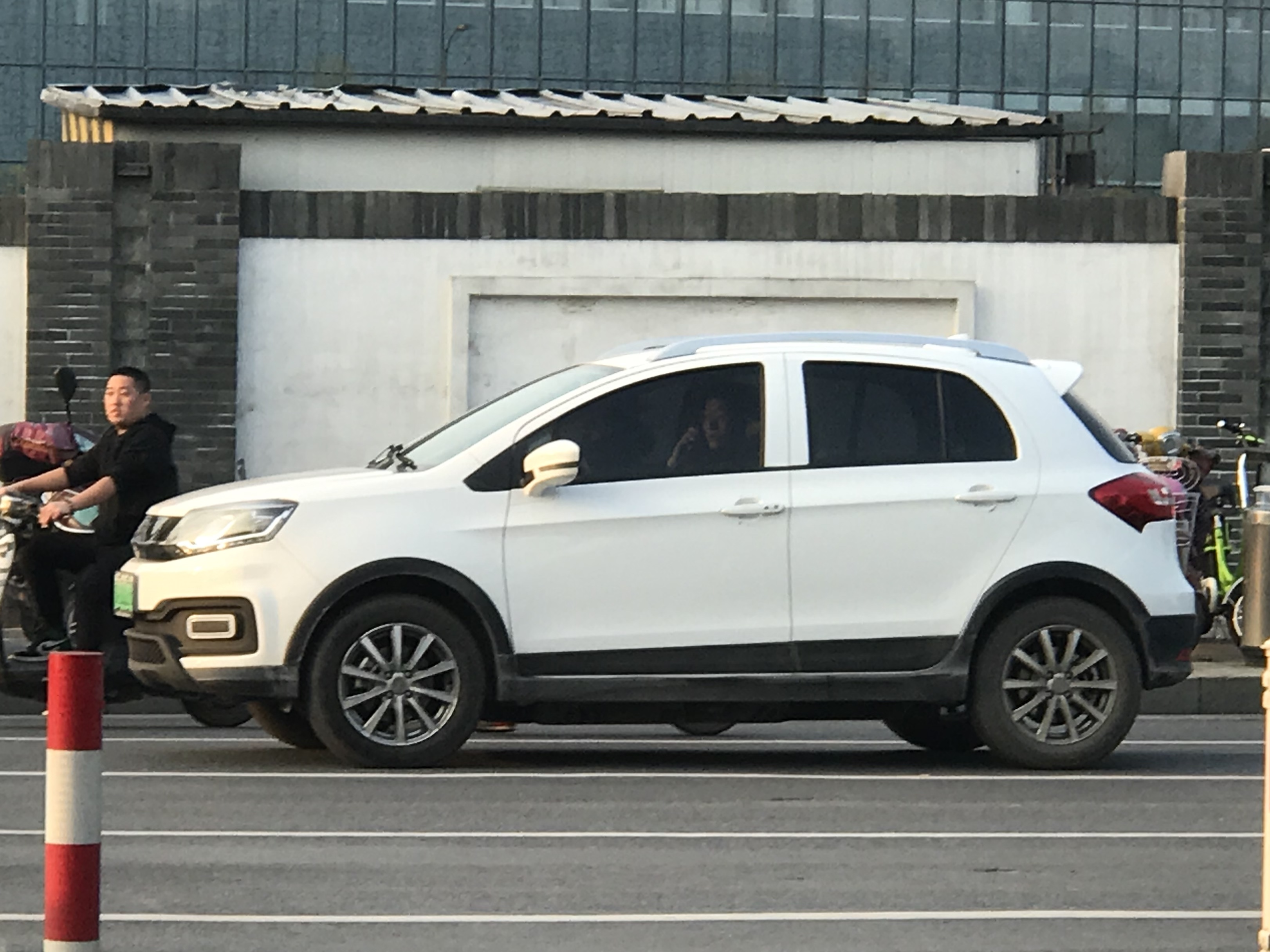
Yudo π1 - sylwetka

W kwietniu 2017 roku filia chińskiego koncernu Fujian Motors Group, Yudo Auto, przedstawiła równocześnie swoje dwa pierwsze modele pod postacią niewielkich, miejskich crossoverów. Mniejszy model π1 został skonstruowany w ramach partnerstwa z Great Wall, które użyczyło konstrukcji modelu Haval H1, której bliźniaczą pochodną zostało Yudo π1.
Pod kątem wizualnym model Yudo wyróżnia się wysoko poprowadzonym pasem przednim, z dużymi kanciastymi reflektorami z pasami złożonymi z diod LED do jazdy dziennej. Tylne lampy przyjęły z kolei postać dwuczęściowych, zajmując zarówno błotniki, jak i klapę bagażnika.

### Sprzedaż
Yudo π1 był samochodem produkowanym i sprzedawanem z myślą o wewnętrznym rynku chińskim, poczynając od stycznia 2018 roku. Ceny modelu wahały się między 74 900, a 114 900 juanów. W lutym 2022 roku producja π1 została wstrzymana z powodu bankructwa Yudo Auto, by z końcem lipca tego samego roku zostać wznowioną w ramach restrukturyzacji przedsiębiorstwa po przejęciu przez nowego właściciela. Odtąd samochód otrzymał nazwę Yudo π1 Lite, zyskując niższą cenę 69 800 juanów za podstawowy model i gamę wariantów napędowych ograniczoną do podstawowej wersji. Produkcja trwała przez kolejny rok, kończąc się jesienią 2023 na rzecz następcy - Yudu Yuntu.

### Dane techniczne
Yudo π1 to samochód elektryzny, którego układ napędowy tworzył podstawowy 55-konny lub topowy 90-konny silnik. Oferował on zasięg maksymalny na jednym ładowaniu w wysokości maksymalnie 430 kilometrów. Wariant Lite z ostatniego roku produkcji oferował gorszy zasięg maksymalny wynoszący ok. 351 kilometrów na jednym ładowaniu.